# 임의 (고려)
임의(任懿, 1041년 ~ 1117년)는 고려의 문신이다. 본관은 장흥(長興)이며, 상서공부원외랑(尙書工部員外郎) 임호(任顥)의 아들이다. 시호는 정경(貞敬)이다.

## 경력
- 문과(文科)에 급제
- 번저(藩邸) 시절 고려 선종(宣宗)의 주청으로 전첨(典籤; 제왕자부(諸王子府)의 관료로 從八品)을 역임
- 고려 선종(宣宗)이 즉위(卽位)하자 우승선(右承宣; 正三品 벼슬)을 역임
- 1095년 숙종 즉위(肅宗 卽位) 형부시랑(刑部侍郞; 刑部에 소속된 正四品의 벼슬)으로서 요나라(遼)에 가서 고려 숙종(肅宗)의 즉위를 알리고 귀국
- 1099년 좌간의대부(左諫議大夫; 중서문하성(中書門下省) 소속의 正四品)
- 1100년 상서(尙書; 尙書省의 正三品 벼슬)로서 송나라(宋)에 파견되어 송 철종(哲宗)의 죽음을 조위(弔慰)
- 1101년 송나라(宋) 휘종(徽宗)으로부터 『신의보구방(神醫補救方)』을 기증(寄贈)받아 가지고 귀국. 어사대부(御史大夫; 高麗朝 御史臺의 正三品)가 됨.
- 1103년 병부상서(兵部尙書; 兵部의 버금 벼슬로 正三品)
- 1104년 판어사대사(判御史臺事; 御史臺의 으뜸 벼슬로 正三品)로서 왕을 남경(南京; 오늘날 서울)에 호종(扈從)한 후 동지추밀원사(同知樞密院事)를 역임
- 1105년 추밀원사·이부상서(樞密院事吏部尙書)가 되었다. 이 해 고려 예종(睿宗)이 즉위하자 상서좌복야·참지정사(尙書左僕射參知政事)가 됨.
- 1106년 개부의동삼사·주국(開府儀同三司柱國) 역임
- 1107년 판상서형부사(判尙書刑部事)를 역임
- 1109년 참지정사(參知政事)로서 윤관(尹瓘)·오연총(吳延寵)·임언(林彦) 등이 여진(女眞)토벌에 패전한 죄(罪)를 극언(極言). 이 해 중서시랑평장사(中書侍郞平章事; 中書門下省의 正二品)로서 동북면병마사겸행영병마사(東北面兵馬使兼行營兵馬使)가 되어 여진(女眞)에게 함경도(咸鏡道)의 9성(城)을 환부하려고 했으나 이미 최홍정(崔弘正) 등이 군·민·병기 등을 철수시켰으므로 아무 조치도 취하지 못했다.
- 1110년 수태위·문하시랑평장사(守太尉門下侍郞平章事)로 치사(致仕)하고 좌리공신(佐理功臣)이 되었다.
- 고려 인종(仁宗) 때 중서령(中書令; 中書門下省의 우두머리 從一品)에 추증(追贈)

## 가족
세 아들 임원숙(任元淑)·임원후(任元厚)·임원준(任元濬)이 모두 재상에 올랐다.